# Montserrat Candini
Montserrat Candini i Puig (Barcellona, 4 settembre 1957 – Calella, 19 luglio 2024) è stata una politica spagnola.

## Biografia

### Origini e formazione
Nata a Barcellona il 4 settembre 1957, Montserrat Candini studiò giornalismo e si laureò in scienze politiche presso l'Università di Barcellona. Ottenne poi una specializzazione in formazione manageriale presso l'ESADE (Scuola superiore di amministrazione e di direzioni d'impresa).

### Carriera politica
Funzionaria della Generalitat de Catalunya dal 1982, fu capo di gabinetto del ministro dell'agricoltura della Catalogna dal 1996 al 2000. Nello stesso anno divenne direttrice generale del patrimonio naturale e ambientale (incarico facente parte del dipartimento dell'ambiente della Catalogna), ricoprendo tale ruolo fino al 2002, quando venne nominata direttrice del programma di politica generale della montagna. Nel 2003 fu quindi segretaria del comitato nazionale del CDC per le infrastrutture, l'ambiente e l'edilizia abitativa.
Nel 2007, in occasione delle elezioni locali, si candidò come sindaca del comune di Calella, non riuscendo però a raggiungere la prima posizione. L'anno seguente si candidò come senatrice in rappresentanza della città di Barcellona alle elezioni generali, risultando eletta. Alle successive elezioni generali nel 2011, venne riconfermata.
Inoltre, alle elezioni locali del 2011 Montserrat Candini venne eletta sindaca di Calella, divenendo la prima donna a ricoprire tale carica. Venne rieletta nel 2015.
Alle elezioni regionali del 2015 venne eletta al Parlamento della Catalogna all'interno della lista Junts pel Sí, rimanendo fino al 2017.
Nel novembre 2021 lasciò temporaneamente l'incarico di sindaca a causa di alcuni problemi di salute. Nel maggio successivo annunciò ufficialmente le sue dimissioni.

### Morte
Montserrat Candini morì a Calella il 19 luglio 2024 a causa di un cancro, all'età di 66 anni.